# Arnaud Démare
Arnaud Démare (Beauvais, 26 augustus 1991) is een Frans wielrenner die vanaf 1 augustus 2023 voor Arkéa-B&B Hotels uitkomt.

## Biografie

### Jeugd
De jonge Démare liet internationaal voor het eerst van zich horen in 2008. Dat jaar won hij twee ritten in de Canadese Ronde van Abitibi bij de junioren. Ook werd hij derde in de Belgische eendagskoers Ledegem-Kemmel-Ledegem. In 2009 breidde hij een vervolg aan deze mooie resultaten. In Le Pavé de Roubaix, de Parijs-Roubaix voor renners onder de 19 jaar, werd hij tweede op 20 seconden van winnaar Guillaume Van Keirsbulck. Verder dat seizoen gooide hij vooral hoge ogen tijdens de kampioenschappen. Op het Europees kampioenschap moest hij in de pelotonspurt enkel de Italiaan Luca Wackermann en Barry Markus uit Nederland laten voorgaan. Enkele maanden later volgde het Wereldkampioenschap in de Russische hoofdstad Moskou. In de slotfase reden 12 renners weg, waaronder Démare. In de laatste ronde ontsnapte Jasper Stuyven, hij won, Démare zelf spurtte naar de tweede plek. Vanaf het seizoen 2010 kwam Arnaud Démare uit voor de beloften. Dit liet hem niet na om toch reeds enkele overwinningen te boeken bij de profs. Zo won hij de Grand Prix de la ville de Pérenchies en een rit in de Tour de Moselle. In het eindklassement van deze ronde eindigde hij als derde op 28 seconden van winnaar Bart De Clercq. Op het EK herhaalde hij zijn derde plek van het voorgaande jaar, en op het WK eindigde hij dat jaar als vijfde. 2011 was een groots jaar voor Démare: hij domineerde bij de beloften, waar hij onder andere etappes won in de Coupe des Nations Ville Saguenay alsook La Côte Picarde. Bij de elites wist hij net als het voorgaande seizoen een rit te winnen in de Tour de Moselle, en ook een in de Ronde van de Elzas. De bekroning van een succesvol seizoen volgde echter eind september tijdens het Wereldkampioenschap voor beloften. Samen met de hele Franse ploeg controleerde hij van bij de start de race, de spurt vlak voor het Stadhuis van Kopenhagen werd perfect aangetrokken door Adrien Petit, Démare kwam er vlot over en werd zo wereldkampioen.

### 2012
Nadat hij vanaf 1 augustus 2011 stage had gelopen bij FDJ.fr, kreeg Démare dankzij de goede indruk die hij er achterliet een contract voor 2012. Hij werd er ploegmaat van onder anderen Jaoeheni Hoetarovitsj, Pierrick Fédrigo en Nacer Bouhanni. Zijn eerste wedstrijd voor het team was de Ronde van Qatar. Hij maakte onmiddellijk indruk door de slotrit weg te kapen vóór Mark Renshaw, Alexander Kristoff en Tyler Farrar. Later maakte hij ook indruk in de semiklassiekers. Hij reed een uitstekende Kuurne-Brussel-Kuurne waarin hij vierde werd, later won hij ook nog Le Samyn. In het voorjaar reed Démare zijn eerste grote ronde, de Ronde van Italië. Dit bleek echter nog te zwaar voor hem: hij moest opgeven in de veertiende etappe. Hierna volgde nog een mooi najaar met ereplaatsen op het Frans kampioenschap en de Eneco Tour, en een zege in de sterk bezette Vattenfall Cyclassics.

### 2013
In 2013 was het zaak voor Démare om al het goede van het voorbije jaar te bevestigen. Na alle grote voorjaarsklassiekers te hebben gereden was het wachten op zijn eerste zege van het seizoen, dit duurde tot april. Tijdens de GP Denain klopte hij Bryan Coquard en Nacer Bouhanni. Hierna volgden de zeges elkaar in snel tempo op. Zo domineerde hij de Vierdaagse van Duinkerke, won hij een lastige etappe in de Ronde van Zwitserland, ook wist hij de RideLondon Classic en een rit in de Eneco Tour te winnen. In Parijs-Tours leek hij op weg naar de tweede klassieke zege uit zijn carrière, hij werd in de laatste rechte lijn perfect afgezet door zijn team, maar hij stootte op een beresterke John Degenkolb, Démare werd uiteindelijk derde.

### 2014
Ook in 2014 wilde Démare schitteren. Al vroeg in het seizoen was het raak: In februari won hij de laatste etappe van de Ronde van Qatar. Hij reed deze koers als voorbereiding op de voorjaarsklassiekers, waar hij, naast Yoann Offredo en Matthieu Ladagnous, een van de kopmannen zou zijn. In het openingsweekend van het Vlaamse Voorjaar werd hij respectievelijk 10e en 22e in de Omloop Het Nieuwsblad en Kuurne-Brussel-Kuurne. In de eerste Vlaamse World Tour-klassieker van het jaar, Gent-Wevelgem, sprintte hij, achter John Degenkolb, naar een tweede plaats. Na de klassiekers verlegde Démare zijn focus naar zijn eerste Ronde van Frankrijk. Zijn voorbereiding hierop verliep goed, met onder andere eindwinst in de Vierdaagse van Duinkerke en de Ronde van Picardië. Tussendoor werd hij ook Frans kampioen op de weg, voor Nacer Bouhanni. Zijn Tourdebuut was wisselvallig: hij had het vaak zichtbaar lastig, maar werd derde in zowel de vierde als de twaalfde etappe. Hierna piekte hij naar het najaar toe, zo won hij Koolskamp koers en volgde hij zichzelf op in de GP van Isbergues. Ook won hij met grote overmacht de Eurométropole Tour.

### 2015
Ook in 2015 kwam Démare uit voor FDJ. Na het vertrek van Nacer Bouhanni naar Cofidis werd hij de absolute kopman voor de sprints. Na een matig voorjaar won hij in de Ronde van België een lastige kasseienrit in de Vlaamse Ardennen, vóór Tom Boonen. Een dag nadien wist hij opnieuw te winnen nadat hij perfect had getimed en opnieuw Tom Boonen wist te verslaan. Over het algemeen kende Démare geen goed jaar, zijn teller aan het eind van 2015 stond op twee overwinningen. Dit zou komen omdat hij geen pure sprinter is en zo zijn focus legt op de Vlaamse voorjaarskoersen.

### 2016
Vroeg in het seizoen wist Démare twee keer na elkaar te winnen in La Méditerranéenne: de openingsploegentijdrit samen met zijn ploeg FDJ, en de dag erna solo de eerste rit-in-lijn. In Parijs-Nice behaalde Démare zijn eerste World-Tourzege van het seizoen. Een week later boekte Démare in Milaan-San Remo een van de belangrijkste zeges uit zijn carrière door de snelste te zijn in een massasprint. In de vijfde etappe van de Route du Sud haalde Démare tevens zijn vijfde overwinning binnen. Na een lange periode zonder overwinning schreef hij Binche-Chimay-Binche op zijn naam, nadat hij met een krachtige versnelling Zdeněk Štybar van de winst hield.

### 2017
In 2017 werd Démare voor de tweede maal in zijn carrière Frans kampioen. In de Ronde van Frankrijk wist hij in een massasprint de vierde etappe te winnen en droeg hij, als leider van het puntenklassement, enkele dagen de groene trui. In de negende etappe kwam Démare, samen met drie ploeggenoten, echter buiten tijd binnen en werd zo uit de koers gezet.

### 2018
In het voorjaar van 2018 won Démare de openingsetappe van Parijs-Nice, waarna hij twee dagen in de leiderstrui reed. Ook won hij een rit in de Ronde van Zwitserland. In de Ronde van Frankrijk werd Démare beschouwd als een van de grote kanshebbers in de massasprints, maar hierin werd hij aanvankelijk afgetroefd door renners als Fernando Gaviria, Peter Sagan en Dylan Groenewegen. In de achttiende etappe slaagde Démare er uiteindelijk toch in om voor het tweede jaar op rij een overwinning in de Tour te boeken.

### 2019 en 2020
Zowel in 2019 als in 2020 koos Démare ervoor om, in plaats van de Tour, de Ronde van Italië te rijden. Hij behaalde hier meerdere successen: in 2019 boekte hij er één etappezege en in de editie van 2020 schreef hij er zelfs vier op zijn naam. Gedurende een groot deel van de Giro van 2020 reed hij in de paarse leiderstrui van het puntenklassement, die hij uiteindelijk ook naar het eindpodium in Milaan wist te brengen. Démare boekte in 2020 in totaal veertien overwinningen en was daarmee de zegerijkste wielrenner van dat seizoen. Naast zijn Giro-successen won hij in dat jaar onder meer ook Milaan-Turijn, de Ronde van Wallonië en (voor de derde maal) de nationale Franse titel op de weg.

### 2021
In 2021 kende Démare wederom een goed jaar. Hij behaalde in totaal acht zeges en won drie klassementen. In Boucles de la Mayenne was hij heer en meester. Hij won de tweede, derde en de vierde etappe. Hierdoor haalde hij ook het eind- en puntenklassement binnen. In de Ronde van Frankrijk die volgde kwam hij buiten tijd binnen in de negende etappe. Zodoende hield zijn droom naar nieuw Tour-succes hier op. De eerst volgende ronde waar hij dit jaar actief was, was in de Ronde van Spanje. Deze reed hij uit, zijn beste resultaat haalde hij in de vierde etappe hier finishte hij als tweede achter de Nederlander Fabio Jakobsen. Démare sloot het jaar af met een overwinning in Parijs-Tours.

### 2022
De stijgende lijn van de voorgaande jaren wist Démare in 2022 voort te zetten. Dit jaar haalde hij zeven overwinningen en won hij twee maal een puntenklassement. Waar zijn jaar matig begon ten opzichte van voorgaande jaren haalde hij drie etappe overwinningen in de Ronde van Italië. Hij won hier, naast het puntenklassement, de vijfde, zesde en dertiende etappe. Na deze succesvolle Giro volgde een net zo succesvol najaar. Aan de eendagskoersen waar hij deelnam eindigde hij zesmaal als tweede. Ook won hij twee koersen, voor de derde keer de GP van Isbergues en volgde hij zichzelf op in Parijs-Tours.

### 2023
Démare boekte zijn eerste zege in 2023 in Boucles de la Mayenne, waar hij tevens het puntenklassement won. Kort daarna volgde hij Taco van der Hoorn op in de Brussels Cycling Classic, nadat hij zo'n zeventig kilometer in de aanval was won hij in de sprint van onder andere Jordi Meeus en Biniam Girmay. Per 1 augustus maakte hij de overstap van Groupama-FDJ naar Arkéa-Samsic.

## Palmares

### Overwinningen
2009
3e etappe Ronde van Istrië
2010
4e etappe Coupe des Nations Ville Saguenay
Grand Prix de la ville de Pérenchies
2011
La Côte Picarde
1e en 4e etappe Coupe des Nations Ville Saguenay
Grote Prijs van Pont-à-Marcq
3e etappe Ronde van de Elzas
 Wereldkampioen op de weg, Beloften
2012
6e etappe Ronde van Qatar
GP Le Samyn
2e etappe Driedaagse van West-Vlaanderen
Puntenklassement Driedaagse van West-Vlaanderen
Grote Prijs van Cholet-Pays de Loire
2e etappe Route du Sud
Vattenfall Cyclassics
2013
GP Denain
1e, 2e en 3e etappe Vierdaagse van Duinkerke
Eind-, punten- en jongerenklassement Vierdaagse van Duinkerke
4e etappe Ronde van Zwitserland
RideLondon Classic
2e etappe Eneco Tour
GP van Isbergues
2014
6e etappe Ronde van Qatar
1e en 2e etappe Vierdaagse van Duinkerke
Eind-, punten- en jongerenklassement Vierdaagse van Duinkerke
2e en 3e etappe Ronde van Picardië
Eind- en puntenklassement Ronde van Picardië
Halle-Ingooigem
 Frans kampioen op de weg, Elite
Kampioenschap van Vlaanderen
GP van Isbergues
1e, 2e en 4e etappe Eurométropole Tour
Eind-, punten- en jongerenklassement Eurométropole Tour
2015
2e en 3e etappe Ronde van België
2016
1e (ploegentijdrit) en 2e etappe La Méditerranéenne
1e etappe Parijs-Nice
Milaan-San Remo
5e etappe Route du Sud
Puntenklassement Route du Sud
Binche-Chimay-Binche
2017
1e en 4e etappe Ster van Bessèges
1e etappe Parijs-Nice
GP Denain
2e etappe Vierdaagse van Duinkerke
2e etappe Critérium du Dauphiné
Puntenklassement Critérium du Dauphiné
Halle-Ingooigem
 Frans kampioen op de weg, Elite
4e etappe Ronde van Frankrijk
Brussels Cycling Classic
2018
1e etappe Parijs-Nice
8e etappe Ronde van Zwitserland
18e etappe Ronde van Frankrijk
1e, 2e, 3e 4e en 5e etappe Ronde van Poitou-Charentes in Nouvelle-Aquitaine
Eind- en puntenklassement Ronde van Poitou-Charentes in Nouvelle-Aquitaine
2019
10e etappe Ronde van Italië
2e en 4e etappe Route d'Occitanie
4e etappe Ronde van Wallonië
3e etappe Ronde van Slowakije
Puntenklassement Ronde van Slowakije
2020
Milaan-Turijn
2e en 4e etappe Ronde van Wallonië
Eind- en puntenklassement Ronde van Wallonië
 Frans kampioen op de weg, Elite
1e, 2e en 4e etappe Ronde van Poitou-Charentes in Nouvelle-Aquitaine
Eind- en puntenklassement Ronde van Poitou-Charentes in Nouvelle-Aquitaine
2e etappe Ronde van Luxemburg
4e, 6e, 7e en 11e etappe Ronde van Italië
 Puntenklassement Ronde van Italië
2021
La Roue Tourangelle
2e en 5e etappe Ronde van Valencia
 Puntenklassement Ronde van Valencia
2e, 3e en 4e etappe Boucles de la Mayenne
Eind- en puntenklassement Boucles de la Mayenne
2e etappe Route d'Occitanie
Parijs-Tours
2022
5e, 6e en 13e etappe Ronde van Italië
 Puntenklassement Ronde van Italië
1e etappe Route d'Occitanie
7e etappe Ronde van Polen
Puntenklassement Ronde van Polen
GP van Isbergues
Parijs-Tours
2023
3e etappe Boucles de la Mayenne
Puntenklassement Boucles de la Mayenne
Brussels Cycling Classic
Ronde van de Vendée
Parijs-Bourges
2024
4e etappe Ronde van Poitou-Charentes in Nouvelle-Aquitaine
Puntenklassement Ronde van Poitou-Charentes in Nouvelle-Aquitaine
Parijs-Chauny

### Resultaten in voornaamste wedstrijden
| Jaar | Ronde van Italië | Ronde van Frankrijk | Ronde van Spanje |
| ---- | ---------------- | ------------------- | ---------------- |
| 2012 | opgave           |                     |                  |
| 2013 |                  |                     |                  |
| 2014 |                  | 159e                |                  |
| 2015 |                  | 138e                |                  |
| 2016 | opgave           |                     |                  |
| 2017 |                  | buiten tijd (1)     |                  |
| 2018 |                  | 141e (1)            |                  |
| 2019 | 123e (1)         |                     |                  |
| 2020 | 121e (4)         |                     |                  |
| 2021 |                  | buiten tijd         | 96e              |
| 2022 | 130e (3)         |                     |                  |
| 2023 |                  |                     |                  |
| 2024 |                  | buiten tijd         |                  |
| 2025 |                  | 153e                |                  |

| Jaar | Milaan-San Remo | Gent-Wevelgem | Ronde van Vlaanderen | Parijs-Roubaix | Parijs-Tours | Cyclassics Hamburg | Omloop Het Nieuwsblad |  | WK op de weg |  | Wereldranglijsten |
| ---- | --------------- | ------------- | -------------------- | -------------- | ------------ | ------------------ | --------------------- |  | ------------ |  | ----------------- |
| 2012 |                 | 142e          |                      |                |              | ↑                  |                       |  |              |  | 60e (UWT)         |
| 2013 | 129e            | 12e           | 24e                  | 90e            | ↑            | 10e                |                       |  |              |  | 122e (UWT)        |
| 2014 | 34e             | ↑             | opgave               | 12e            | 42e          | 45e                | 10e                   |  |              |  | 67e (UWT)         |
| 2015 | 127e            | 15e           | 23e                  | 37e            | 12e          | 6e                 | 10e                   |  | 38e          |  | 98e (UWT)         |
| 2016 | ↑               | 5e            | opgave               |                | ↑            | 34e                | 82e                   |  | opgave       |  | 25e (UWT)         |
| 2017 | 6e              | 78e           | 56e                  | 6e             |              | ↑                  | 20e                   |  |              |  | 30e (UWT)         |
| 2018 | ↑               | ↑             | 15e                  | 61e            | 14e          | ↑                  | 9e                    |  |              |  | 21e (UWT)         |
| 2019 | 32e             | 67e           | 28e                  | 17e            | 4e           | 8e                 |                       |  |              |  | 84e (UWR)         |
| 2020 | 24e             |               |                      |                |              |                    |                       |  |              |  | 10e (UWR)         |
| 2021 | 26e             | 44e           |                      | 34e            | ↑            |                    |                       |  | 56e          |  |                   |
| 2022 | 10e             | 10e           |                      |                | ↑            | opgave             |                       |  |              |  |                   |
| 2023 | 51e             | 79e           |                      |                | 8e           | 4e                 |                       |  |              |  |                   |
| 2024 | 43e             | 60e           |                      |                | 52e          | 12e                |                       |  |              |  |                   |
| 2025 |                 | 59e           | 58e                  | opgave         |              |                    |                       |  |              |  |                   |

### Resultaten in kleinere rondes
| Jaar | Tour Down Under | Parijs-Nice | Tirreno-Adriatico | Critérium du Dauphiné | Ronde van Zwitserland | Ronde van Polen | Eneco Tour |
| ---- | --------------- | ----------- | ----------------- | --------------------- | --------------------- | --------------- | ---------- |
| 2012 |                 |             |                   |                       |                       | 151e            | 46e        |
| 2013 | 37e             |             | 105e              |                       | 129e (1)              |                 | opgave (1) |
| 2014 |                 |             | 109e              | buiten tijd           |                       |                 |            |
| 2015 |                 | opgave      |                   |                       | buiten tijd           |                 | 74e        |
| 2016 |                 | opgave (1)  |                   |                       |                       |                 | 10e        |
| 2017 |                 | opgave (1)  |                   | 123e (1)              |                       |                 | opgave     |
| 2018 |                 | opgave (1)  |                   |                       | 104e (1)              |                 |            |
| 2019 |                 | 70e         |                   |                       |                       |                 | 100e       |
| 2020 |                 |             |                   |                       |                       |                 |            |
| 2021 |                 | 106e        |                   |                       |                       |                 |            |
| 2022 |                 | 77e         |                   |                       | 58e (1)               |                 |            |
| 2023 |                 | opgave      |                   |                       | opgave                |                 |            |
| 2024 |                 | opgave      |                   |                       | 130e                  |                 |            |

## Ploegen
- 2011 –  FDJ (stagiair vanaf 1-8)
- 2012 –  FDJ-BigMat
- 2013 –  FDJ.fr[5]
- 2014 –  FDJ.fr
- 2015 –  FDJ
- 2016 –  FDJ
- 2017 –  FDJ
- 2018 –  Groupama-FDJ [a]
- 2019 –  Groupama-FDJ
- 2020 –  Groupama-FDJ
- 2021 –  Groupama-FDJ
- 2022 –  Groupama-FDJ
- 2023 –  Groupama-FDJ (tot 31-7)
- 2023 –  Arkéa Samsic (vanaf 1-8)
- 2024 –  Arkéa-B&B Hotels
- 2025 –  Arkéa-B&B Hotels

Wielerploegen van Arnaud Démare
Bonnaire ·
Bonnet ·
Bouhanni ·
Casar ·
Chainel ·
Courteille ·
Delage ·
Fédrigo ·
Gérard ·
Geslin ·
Guesdon ·
Hoetarovitsj ·
Jeannesson ·
Ladagnous ·
Meersman ·
Mourey ·
Offredo ·
Pauriol ·
Pineau ·
Pinot ·
Rollin ·
Roux ·
Roy ·
Soupe ·
Sulzberger ·
Vaugrenard ·
Vichot ·
Démare (stagiair) ·
Elissonde (stagiair) ·
Schmidt (stagiair) 
Bonnet ·
Boucher ·
Bouhanni ·
Casar ·
Chainel ·
Courteille ·
Delage ·
Démare ·
Elissonde ·
Fédrigo ·
Gérard ·
Geslin ·
Guesdon (tot 08/04) ·
Hoetarovitsj ·
Jeannesson ·
Ladagnous ·
Mourey ·
Offredo ·
Pauriol ·
Pineau ·
Pinot ·
Rasch ·
Rollin ·
Roux ·
Roy ·
Soupe ·
Vaugrenard ·
Veikkanen ·
Vichot ·
Bergeret (stagiair) ·
Sepúlveda (stagiair) ·
Viennet (stagiair) 
Bonnet ·
Boucher ·
Bouhanni ·
Casar ·
Courteille ·
Delage ·
Démare ·
Elissonde ·
Fédrigo ·
Fischer ·
Geniez ·
Geslin ·
Jeannesson ·
Ladagnous ·
Le Bon ·
Mangel ·
Mourey ·
Offredo ·
Pichon ·
Pineau ·
Pinot ·
Rollin ·
Roux ·
Roy ·
Soupe ·
Vaugrenard ·
Veikkanen ·
Vichot ·
Viennet ·
Guérin (stagiair) ·
Le Gac (stagiair) ·
Poitevin (stagiair) 
Bonnet · Boucher · Bouhanni · Chavanel · Courteille · Delage · Démare · Elissonde · Fédrigo · Fischer · Geniez · Geslin · Jeannesson · Ladagnous · Le Bon · Le Gac · Lecuisinier · Mangel · Mourey · Offredo · Pichon · Pineau · Pinot · Roux · Roy · Soupe · Vaugrenard · Veikkanen · Vichot · Viennet · Manzin (stagiair) · Martin (stagiair) · Sarreau (stagiair)
Bonnet · Boucher · Chavanel · Courteille · Delage · Démare · Elissonde · Fischer · Geniez · Geslin · Jeannesson · Ladagnous · Le Bon · Le Gac · Lecuisinier · Manzin · Morabito · Mourey · Offredo · Pichon · Pineau · Pinot · Reza · Roux · Roy · Sarreau · Vaugrenard · Veikkanen · Vichot · Doubey (stagiair) · Fournier (stagiair) · Gesbert (stagiair)
Bonnet · Chavanel · Courteille · Delage · Démare · Eiking · Elissonde · Fischer · Fournier · Geniez · Hoelgaard · Konovalovas · Ladagnous · Le Bon · Le Gac · Lecuisinier · Maison · Manzin · Morabito · Offredo · Pichon · Pineau · Pinot · Reichenbach · Reza · Roux · Roy · Sarreau · Vaugrenard · Vichot · Doubey (stagiair) · Gaudu (stagiair) · Vincent (stagiair)
Bonnet · Cimolai · Courteille · Delage · Démare · Eiking · Fournier · Gaudu · Guarnieri · Hoelgaard · Konovalovas · Ladagnous · Le Bon · Le Gac · Ludvigsson · Maison · Manzin · Molard · Morabito · Pineau · Pinot · Reichenbach · Reza · Roux · Roy · Sarreau · Vaugrenard · Vichot · Vincent · Armirail (stagiair) · Madouas (stagiair) · Seigle (stagiair)
Armirail · Bonnet · Cimolai · Delage · Démare · Duchesne · Gaudu · Guarnieri · Hoelgaard · Konovalovas · Ladagnous · Le Gac · Ludvigsson · Madouas · Molard · Morabito · Pinot · Preidler · Reichenbach · Roux · Roy · Sarreau · Seigle · Sinkeldam · Thomas · Vaugrenard · Vichot · Vincent
Armirail · Bonnet · Delage · Démare · Duchesne · Frankiny · Gaudu · Geniets · Guarnieri · Hoelgaard · Konovalovas · Küng · Ladagnous · Le Gac · Ludvigsson · Madouas · Molard · Morabito · Pinot · Preidler · Reichenbach · Roux · Sarreau · Scotson · Seigle · Sinkeldam · Thomas · Vaugrenard · Vincent · Brunel (stagiair) · Jerman (stagiair) · Louvel (stagiair)
Armirail · Bonnet · Brunel · Delage · Démare · Duchesne · Frankiny · Gaudu · Geniets · Guarnieri · Gugliemi · Konovalovas · Küng   · Ladagnous · Le Gac · Lienhard · Ludvigsson · Madouas · Molard · Pinot · Reichenbach · Roux · Sarreau · Scotson · Seigle · Sinkeldam · Thomas · Vincent · Davy (stagiair) · Stewart (stagiair)
Armirail · Badilatti · van den Berg · Bonnet · Brunel · Davy · Delage · Démare · Duchesne · Gaudu · Geniets · Guarnieri · Gugliemi · Konovalovas · Küng     · Ladagnous · Le Gac · Lienhard · Ludvigsson · Madouas · Molard · Pinot · Reichenbach · Roux · Scotson · Seigle · Sinkeldam · Stewart · Thomas · Valter
Armirail · Askey · Badilatti · Davy · Démare · Duchesne · Gaudu · Geniets · Guarnieri · Konovalovas · Küng   · Ladagnous · Le Gac · Lienhard · Ludvigsson · Madouas · Molard · Pacher · Penhoët (vanaf 1/8) · Pinot · Reichenbach · Roux · Scotson · Sinkeldam · Stewart · Storer · Valter · van den Berg · Welten
Armirail · Askey · Davy · Démare (tot 31/7) · Gaudu · Geniets · Germani · Grégoire · Konovalovas · Küng · Ladagnous · Le Gac · Lienhard · Madouas · Martinez · Molard · Pacher · Paleni · Penhoët · Pinot · Pithie · Scotson · Stewart · Storer · Thompson · van den Berg · Watson · Welten
Barguil · Barré · Biermans · Bouet · Bouhanni · Capiot · Champoussin · Costiou · Dekker · Delaplace · Démare (vanf 1/8) · Edet · Gesbert · Grondin · Guernalec · Guglielmi · Hofstetter · Le Berre · Ledanois · Louvel · McLay · Mozzato · Owsian · Pichon · Ponomar (tot 31/7) · Ries · Riou · Rodríguez · Russo · Vauquelin · Verre · Dauphin (stagiair) · Gillet (stagiair) · Tjøtta (stagiair)
Albanese · Barré · Biermans · Capiot · Champoussin · Costiou · Dekker · Delaplace · Démare · García Pierna · Gesbert · Grondin · Guernalec · Guglielmi · Huys · Le Berre · Ledanois(tot 15/8) · Louvel · McLay · Mozzato · Owsian · Ries · Riou · Rodríguez · Scotson · Sénéchal · Thierry (vanaf 1/9) · Vauquelin · Venturini · Verre
Biermans · Capiot · Costiou · Delaplace · Démare · Epis · García Pierna · Gesbert · Grondin · T. Guernalec · V. Guernalec · Guglielmi · Huys · Le Berre · Lozouet · Mozzato · Ries · Rodríguez · Rouland · Scotson · Sénéchal · Svestad-Bårdseng · Thierry · Tjøtta · Vauquelin · Venturini · Verre